# Sondre Justad
Sondre Justad   (Henningsvær, 15 d'octubre de 1990) és un cantant i compositor de pop noruec molt popular. És conegut per cantar en el dialecte del nord i per la seva implicació en la preservació del medi ambient.

## Vida primerenca
Va créixer al poble de Henningsvær, que pertany a les illes Lofoten, i va fer l'etapa secundària de l'educació a Bodø, també al nord de Noruega. Va començar a publicar música amb 16 anys.

## Carrera

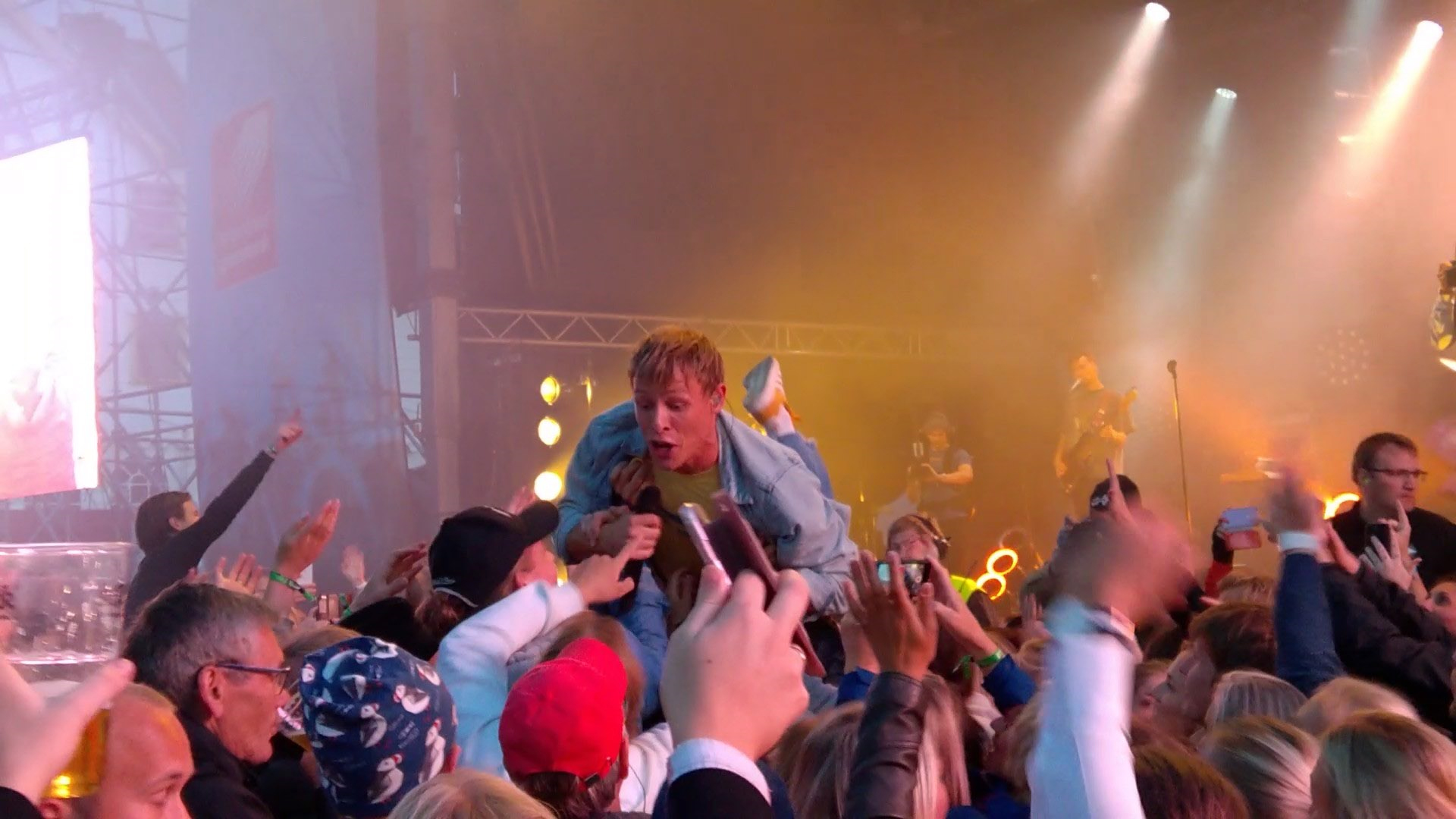
Sondre Justad llançant-se al públic en un concert al Havnafestivalen el 2017.

El 2014, va llançar el seu primer senzill, «Nu har du mæ», a través de Petroleum Records. Va triomfar a la ràdio. L'any següent, el van seguir els senzills «Det e over» i «Tilbake», que també van rebre força atenció mediàtica, la qual cosa li assegurava un lloc en la indústria de la música com a artista emergent.
L'octubre del 2015, va publicar el disc de debut Riv i hjertet, que va entrar a la llista noruega VG-lista dels 20 més escoltats del país. També gràcies a aquest projecte, va ser nominat a tres premis i va fer una aparició al programa de televisió Senkveld de TV 2 Direkte.
Més endavant, el segon àlbum, Ingenting i paradis, va rebre crítiques positives a Noruega. De fet, el diari nacional Dagbladet va valorar-lo amb 4 punts de 5.
El 2019, va ser nominat als premis de música Spellemann en quatre categories diferents. A més, va rebre el premi Gammleng en la categoria de música pop.

## Estil
Canta en noruec, particularment en la varietat nòrdica. Les lletres de la seva obra són descrites com obertes i honestes, i parlen tot sovint de temes com l'amor i el desamor.

## Vida personal
És obertament bisexual.

## Discografia

### Àlbums
- Riv i hjertet (2015)
- Ingenting i paradis (2018)
- En Anna Mæ (2022)

### Senzills
- «Nu har du mæ» (2014)
- «Det e over» (2015)
- «Tilbake» (2015)
- «Riv i hjertet» (2015)
- «Tida vi bare va» (2016)
- «Ingenting» (2017)
- «Paradis» (2017)
- «Gjør det igjen» (2018)
- «Ikke som de andre» (2018)
- «Fontena på Youngstorget» (2019)
- «Pausa fra mæ sjøl» (2021)